# Thomas Beckington
Thomas Beckington (Beckington, vers 1390 - Wells, 14 janvier 1465) est un théologien et diplomate anglais.

## Biographie
Thomas Beckington est nommé archidiacre de Buckingham en 1424. Il devient ensuite chancelier d'Humphrey de Lancastre, duc de Gloucester et tuteur du roi Henri VI. Ambassadeur à Calais, il assiste au congrès d'Arras en 1435, puis négocie le mariage du roi avec une princesse d'Armagnac. Il devient par la suite évêque de Bath et Wells en 1443, pair d'Angleterre et lord du Sceau privé en 1444. Il est inhumé dans la cathédrale de Wells.